# Сусідня кімната
«Сусідня кімната» (ісп. La habitación de al lado, англ. The Room Next Door) — іспанський драматичний кінофільм 2024 року, зрежисований і написаний Педро Альмодоваром вперше англійською мовою. Екранізація роману Сіґрід Нуньєс «Через що ти проходиш».
Головні ролі виконали Тільда Свінтон і Джуліанн Мур. Прем'єра відбулась 2 вересня 2024 року в основній конкурсній програмі 81-го Венеційського міжнародного кінофестивалю, де фільм був неоднозначно, переважно позитивно сприйнятий критиками й нагороджений головним призом «Золотий лев».

## Сюжет
Письменниця Інгрід дізнається, що її колишня колега та подруга, військова кореспондентка Марта, серйозно хвора та перебуває в лікарні з третьою стадією раку шийки матки. У численних діалогах героїнь розкривається їхнє минуле, теперішнє та можливе майбутнє, секрети, розчарування та філософія кожної щодо смерті та евтаназії.

## У ролях
- Тільда Свінтон — Марта
- Джуліанн Мур — Інгрід
- Джон Туртурро — Демієн
- Алессандро Нівола — Фленері
- Хуан Дієго Ботто
- Меліна Меттьюс
- Рауль Аревало
- Вікторія Луенго
- Алекс Гег Андерсен
- Естер Макгрегор

## Створення

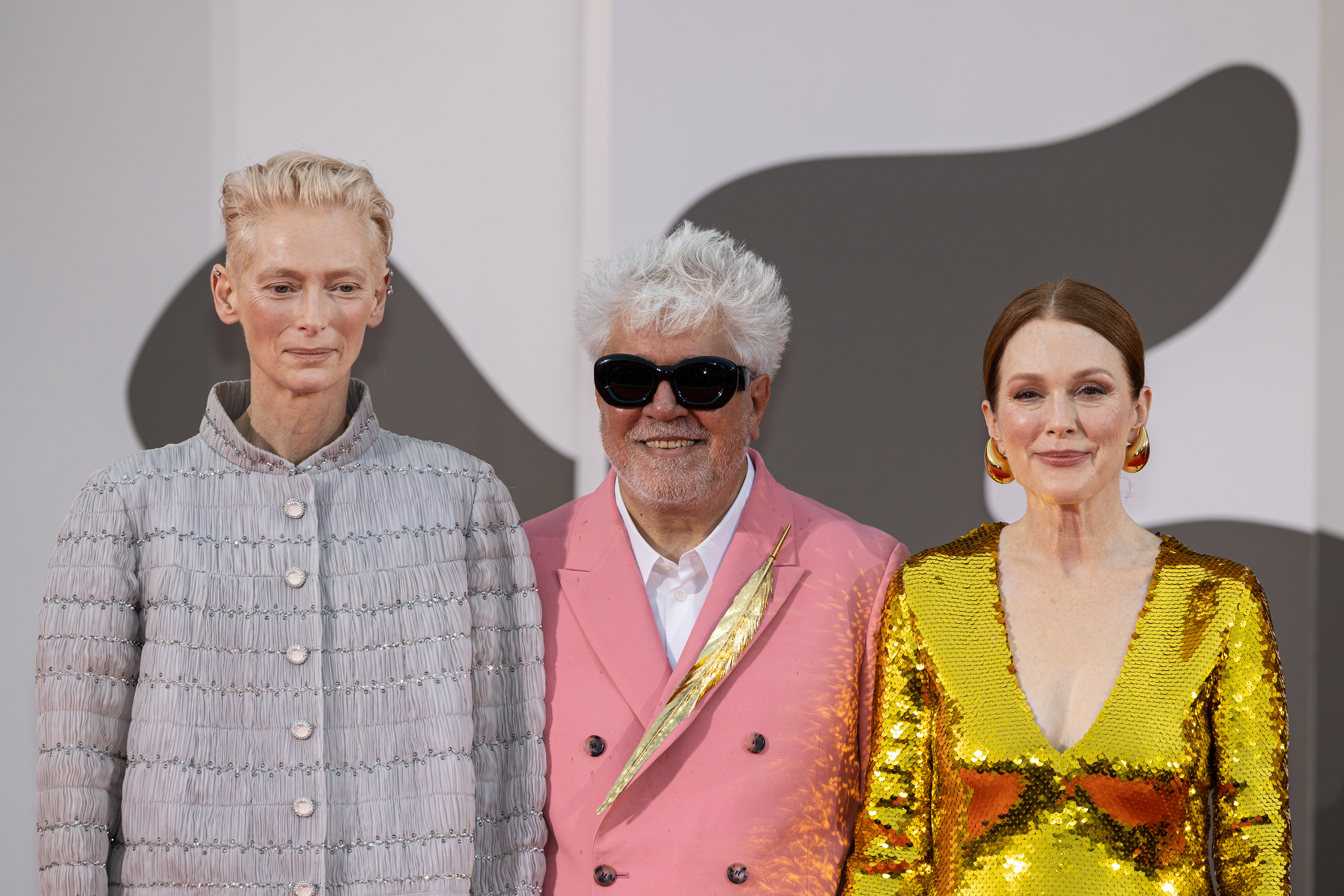
Тільда Свінтон, Педро Альмодовар і Джуліанн Мур на венеційській прем'єрі фільму, вересень 2024 року

Про бажання відзняти свій перший англомовний фільм Педро Альмодовар заговорив у травні 2023 року, на 76-му Каннському кінофестивалі. Знімальні локації на той момент уже були підготовлені до роботи, але через зайняті графіки двох головних акторок фільмування запланували на жовтень того ж року. Не розкриваючи деталей майбутнього фільму, Альмодовар заявив, що найкраще йому вдаються «інтимні фільми із декількома персонажами у сучасному антуражі».
У січні 2024 року були розкриті імена головних акторок і деякі подробиці фільму. Тільда Свінтон зізналась, що вони з Альмодоваром завжди любили одне одного та давно хотіли зробити спільний повнометражний фільм. Акторка назвала «Сусідню кімнату» справжньою роботою Альмодовара:
|  | Стрічка, як не дивно, є природною спадкоємицею «Болю та слави» — вона теж про зрілу дружбу, про те, як вона підтримує нас, для чого вона нам потрібна. Це буде змістовний фільм. |

Знімальний процес пройшов із березня по травень 2024 року в Мадриді та Нью-Йорку.

## Сприйняття
Світова прем'єра «Сусідньої кімнати» відбулась 2 вересня 2024 року в основній конкурсній програмі 81-го Венеційського міжнародного кінофестивалю, де після завершення показу публіка аплодувала стоячи рекордні 18 хвилин. За результатами фестивалю фільм був нагороджений головним призом «Золотий лев». З 7 по 9 вересня того ж року фільм показали на міжнародному кінофестивалі в Торонто. Відповідальна членкиня відбіркової комісії фестивалю Аніта Лі заявила, що «складні сюжетні ходи фільму наповнені серцерозривними виборами, а візуальна складова рясніє кольорами», окремо відзначивши «виняткову» операторську роботу Едуарда Грау та «майстерні» акторські роботи Тільди Свінтон і Джуліанн Мур.
Критики неоднозначно, переважно позитивно зустріли стрічку: її рейтинг на Metacritic складає 69 %, на Rotten Tomatoes — 93 %. Оуен Глейберман (Variety) писав про те, що попри тему смерті, фільм «потужно стоїть на боці життя, підіймає вгору та приносить катарсис», виокремивши «монументальну» акторську роботу Тільди Свінтон. Мартін Цай (Collider) написав рецензію з протилежною думкою: «Враховуючи вкорінену схильність Альмодовара до мелодрами та тему фільму (евтаназія), стрічка напрочуд відчужена». Фільм нагадав критику виставу з відсутністю візуальної фантазії.

## Нагороди
- Венеційський кінофестиваль — «Золотий лев» за найкращий фільм
- Європейський кіноприз — 4 номінації: «Найкращий фільм», «Найкращий режисер» (Педро Альмодовар), «Найкращий сценарист» (Педро Альмодовар), «Найкраща акторка» (Тільда Свінтон)
- Премія «Золотий глобус» — номінація за «Найкращу жіночу роль у драматичному кінофільмі» (Тільда Свінтон)